# Protestmarsch von Pottuvil nach Polikandy
Der Protestmarsch von Pottuvil nach Polikandy 2021 (Tamil: பொத்துவில்-பொலிகண்டி பேரணி Pottuvil-Polikandy Perani, kurz: P2P-Protest) war eine Demonstration, welche vom 3. Februar 2021 bis zum 7. Februar 2021 stattfand. Verschiedene tamilische Politiker, Studenten, Mitglieder von Bürgerrechtsbewegungen und religiöse Führer zogen in einem Zeitraum von 4 Tagen von der Stadt Pottuvil im Distrikt Ampara, Ostprovinz bis zum Ort Polikandy in der Stadt Point Pedro im Distrikt Jaffna, Nordprovinz marschiert. Ziel der Demonstrationen war es, die Aufmerksamkeit der UN-Nationen auf verschiedenen Menschenrechtsverletzungen der srilankanischen Regierung gegenüber der tamilischen und muslimischen Bevölkerung zu lenken. Der Protestmarsch verlief über ca. 500 km durch 8 Distrikte der Nord- und Ostprovinzen Sri Lankas, welche die Ceylon-Tamilen als ihre rechtmäßige Heimat ansehen. Über 50.000 Demonstranten sollen am Ende des Protestes teilgenommen haben.